# Registre de voyage des conquistadors
Le Registre de voyage des conquistadors est un libro becerro (es) contenant la documentation manuscrite rédigée par les scribes qui accompagnaient l'armée de Francisco Pizarro lors de la conquête du Pérou. Il s'agit du premier témoignage écrit en espagnol d'Amérique du Sud et du plus ancien écrit sur le territoire péruvien.
En 2013, il est inscrit au registre de la Mémoire du monde de l'UNESCO et est déclaré en 2017 « Patrimoine culturel de la nation (es) » par le Pérou.
Ce libro becerro (es) (livre de vélin), est ainsi appelé parce qu'il est écrit sur un parchemin obtenu à partir de la peau d'un veau. C'est un recueil documentaire de protocoles notariés (es) qui attestent de contrats d'achat et de vente, de procurations, de testaments, de donations, d'obligations, de reçus, d'accords, de sociétés, etc., entre conquistadors. Il se compose de 804 actes sur 551 folios et est daté de 1533 à 1538. Il est rédigé en castillan ancien, en écriture courtoise, à l'encre métallo-gallique, Il fait partie du Registre national des collections documentaires et des archives historiques des Archives générales de la nation péruvienne (es).
Il s'agit d'une source documentaire importante pour l'étude des premiers contacts entre la civilisation andine et les conquérants européens, car il contient des récits et des descriptions d'événements importants, tels que des informations sur l'épisode du sauvetage d'Atahualpa. Les noms des conquistadors, leurs itinéraires d'exploration et les richesses qu'ils ont trouvées sont également répertoriés.